# Тоцький Владлен Миколайович
Владлен Миколайович Тоцький (14 грудня 1936 р., с. Остапківці Кам'янець-Подільської обл. (нині Хмельницька)) — біохімік, генетик. Доктор біологічних наук (1982); професор (1983); академік АН Вищої школи України; керівник наукової школи «генетико-біохімічні механізми адаптації»; декан біологічного факультету ОНУ імені І. І. Мечникова (1973—1982); проректор з навчальної роботи ОНУ імені І. І. Мечникова (1982—1989). Заслужений діяч науки і техніки України; Медаль «За доблесну працю»; лауреат премії ім. О. В. Паладіна НАН України; Почесна грамота Кабінету Міністрів України.

## Біографія
В. М. Тоцький народився 14 грудня 1936 р. у с. Остапківці Кам'янець-Подільської обл. (нині Хмельницької) в родині вчителів. У 1953 р. закінчив середню школу. З 1953 до 1959 р. навчався в Одеському медичному інституті. У 1959—1961 рр. — лікар сільської лікарні, у 1961—1964 рр. — аспірант кафедри біохімії Одеського медичного інституту.
У 1964 р. В. М. Тоцький захищає кандидатську дисертацію «Содержание АТФ и АТФазная активность органов и тканей белых крыс при раздельном и совместном действии на организм рентгеновских лучей, хлорэтиламинов и этиленаминов». Працює спочатку асистентом кафедри біохімії Одеського медичного інституту, а потім — старшим викладачем кафедри біохімії Одеського державного університету (нині — Одеський національний університет імені І. І. Мечникова). З 1967 до 1969 рр. — викладач Улан-Баторського університету Монгольської Народної Республіки. За допомогу в організації освіти на біологічному факультеті Улан-Баторського університету нагороджений медаллю «За доблестный труд». З 1970 р. В. М. Тоцький — доцент кафедри біохімії, а з 1973 до 1982 рр. — декан біологічного факультету Одеського державного університету. З 1977 р. — завідувач кафедри генетики та дарвінізму, яку реорганізував у кафедру генетики та молекулярної біології.
У 1982 р захищає дисертацію «Мембранний транспорт деяких коферментних вітамінів» в Інституті біохімії АН України і отримує ступінь доктора біологічних наук. У 1983 р. отримує звання професора. У 1982—1989 рр. займає посаду проректора з учбової роботи Одеського державного університету.
В. М. Тоцький протягом ряду років очолює експертну раду Міністерства освіти з біології, зараз є експертом науково-технічної ради МОН з напряму «Біологія, біотехнологія, харчування». Він є науковим редактором журналу «Вісник Одеського національного університету. Серія Біологія», а також членом редколегії «Одеського медичного журналу». З 1998 р. — член спеціалізованої ради у Селекційно-генетичному інституті, експерт ВАК України — 2001/2003 рр.
З 1998 р. В. М. Тоцький — академік АН вищої школи України.
У 2015 році майже втратив зір через глаукому, унаслідок чого у 2016 р. покинув посаду завідувача кафедри генетики ОНУ ім. І. І. Мечникова. Його місце зайняла професор С. В. Чеботар.

## Наукова діяльність

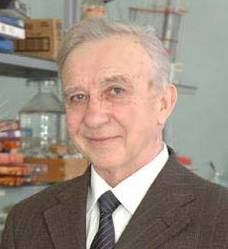
Тоцький Владлен Миколайович

Коло наукових інтересів В. М. Тоцького — від проблем мембранного транспорту вітамінів і коферментів до генетичних механізмів онтогенетичної та філогенетичної адаптації рослин і тварин. В останні роки його увага прикута до розробки генетичних проблем адаптації, і зокрема питань адаптації структурних генів за впливу на організми несприятливих чинників середовища. В. М. Тоцьким розпочато дослідження по з'ясуванню механізмів мембранного транспорту вітамінів, вивченню змін проникливості біомембран до вітамінів за різних фізіологічних умов існування та пошуку шляхів корекції мембранного транспорту вітамінів за умови його порушення. Наслідком цих досліджень була публікація біля сотні робіт, серед них — дві монографії, одна з яких (Транспорт жирорастворимых витаминов. — Киев: Наук. думка, 1980) була відзначена премією ім. О. В. Паладіна АН України. Дослідження автора щодо механізмів мембранного транспорту нікотинової кислоти, нікотинаміду, ліпоєвої кислоти та інших вітамінів та коферментів були істотним внеском у вітчизняну вітамінологію, новим напрямком її розвитку. Особливої уваги заслуговують роботи В. М. Тоцького про порушення та можливі шляхи корекції мембранного транспорту вітамінів за гравітаційних перевантажень організмів. Зазначені роботи знаменували оригінальний напрямок досліджень в авіакосмічній біології та медицині.
На створеній В. М. Тоцьким кафедрі генетики та молекулярної біології ведуться дослідження з проблеми генетичних механізмів адаптації і становлення адаптивного гетерозису. Методами традиційної і нетрадиційної селекції отримано перспективні для народного господарства генотипи солестійких форм ячменю, продуктивних в умовах посухи форм еспарцету, картоплі та інших сільськогосподарських рослин. Гено-інженерними методами створено трансгенні рослини картоплі, стійкі до гліфосату, а також штами B. putida, здатні до надсинтезу метионіну. Ефективність одного із штамів підтверджена отриманням авторського свідоцтва.
Всього В. М. Тоцьким опубліковано понад 200 праць, з них близько 100 журнальних статей у вітчизняних та зарубіжних виданнях, три монографії, 10 навчальних посібників, а також перший український підручник з генетики.

## Праці
- Транспорт жирорастворимых витаминов / Тоцкий В. Н., Халмурадов А. Г., Р. В. Чаювец. — Киев: Наук. думка, 1980;
- Мембранный транспорт коферментных витаминов и коферментов / В. Н. Тоцкий, А. Г. Халмурадов, Р. В. Чаговец. — Киев: Наук. думка, 1982;
- Згадуючи минуле, думаємо про майбутнє // Времена и годы : воспоминания ветеранов войны и труда Одесского университета / ОНУ им. И. И. Мечникова ; редкол.: М. Е. Раковский [и др.]. – Одесса : Астропринт 1998. – Вып. 2. – С. 124-130;
- Генетично-біохімічні механізми адаптації природних і штучно створених генотипів / В. М. Тоцький // Вісник ОНУ. — 2000. — Т. 5, вип. 1 : Біологія. — С. 299—308.
- Множинні молекулярні форми пероксидази та супероксиддисмутази в процесі де диференціації клітин за калусогенезу у картоплі / В. М. Тоцький, В. А. Топтіков, Л. Ф. Дьяченко, О. Б. Полодієнко // Вісник ОНУ. — 2000. — Т. 5, вип. 1 : Біологія. — С. 108—114.
- Биологические проблемы клонирования и генотерапии / В. Н. Тоцкий, А. Л. Сечняк // Социально-правовые аспекты клонирования человека. — Одесса, 2001. — С. 45-68.
- Генетика: підруч. для студ. біол. спец. вищих навч. закладів / В. М. Тоцький. — 2-е вид. — Одеса: Астропринт. — 2002. — 710 с.
- Збірник тестових завдань для контролю самостійної роботи студентів та проведення модульного контролю з дисципліни «Генетика з основами селекції»: до 140-річчя університету / В. М. Тоцький. — Одеса: ОНУ ім. І. І. Мечникова, 2004. — 69 с.
- Генетика в Одеському національному університеті ім. І. І. Мечникова (1865—2005) / В. М. Тоцький, Т. П. Бланковська, Н. Г. Гандірук. — Одеса: Астропринт, 2005.
- Варіабельність кількісних ознак в різних популяціях рослин ячменю після обробки насінин колхіцином / Р. І. Кедік, В. А. Топтіков, Л. Ф. Дьяченко, В. М. Тоцький, // Вісник ОНУ. — 2008. — Т. 13, вип. 14 : Біологія. — С. 75-87.
- Вплив колхіцину на ранні стадії розвитку та продуктивність рослин ячменю С1-покоління / Р. І. Келік, В. А. Топтіков, В. М. Тоцький [та ін.] // Вісник ОНУ. — 2008. — Т. 13, вип.4 : Біологія. — С. 142—150.
- Динаміка експресивності пероксидази і супероксиддисмутази в процесі яровизації рослин майже ізогенних ліній пшениці сорту Миронівська 808 / Л. Ф. Дьяченко, В. М. Тоцький, В. І. Файт, В. А. Топтіков // Вісник ОНУ. — 2009. — Т. 14, вип. 8 : Біологія. — С. 33-42.
- Приспособленность линий Drosophila melanogaster, мутантных по генам b, cn и vg / Н. М. Алшибли, Н. Д. Хаустова, В. Н. Тоцкий // Вісник ОНУ. — 2002. — Т. 7, вип. 1 : Біологія. — С. 63-68.
- Некоторые физиолого-биохимические показатели озимых и яровых генотипов злаков при действии экстремальных температурных условий / В. А. Топчиков, Л. Ф. Дьяченко, В. Н. Тоцкий // Вісник ОНУ. — 2010. — Т. 15, вип.6. — С. 49-56.
- Сравнительная морфологическая характеристика Rapana venosa (Gastropoda: Muricidae, Rapaninae) из разных акваторий северной части Чёрного моря / О. А. Ковтун, В. А. Топтиков, В. Н. Тоцкий // Вісник ОНУ. — 2014. — Т. 19, вип. 1(34): Біологія. — С. 68-80.
- Сравнительный анализ адаптивного потенциала особей рапаны (Rapana venosa valenciennes, 1846) и мидии (Mytilus galloprovincialis lamark, 1819) из одного биотопа / В. А. Топтиков, В. Н. Тоцкий, Т. Г. Алексеева // Вісник ОНУ.– 2014. — Т. 19, вип. 2(35): Біологія. — С. 61-76.